# Canon EOS M50
Canon EOS M50 (англ. M, «mirrorless» — без зеркала) — беззеркальный цифровой фотоаппарат семейства Canon EOS, представленный 25 февраля 2018 года вместе с Canon EOS 2000D и Canon EOS 4000D. Стал первой беззеркальной камерой Canon, способной снимать видео в 4K. Продажи камеры начались в марте 2018 года. Камера поставляется отдельно по цене 779 $ либо в комплекте с объективом EF-M 15—45 мм f/3,5—6,3 IS STM за 899 $, либо двумя объективами EF-M 15—45 мм и EF-M 55—200 мм f/4,5—6,3 IS STM за 1249 $.
Фотоаппарат использует модифицированную версию байонета Canon EF — Canon EF-M и позволяет устанавливать объективы семейства EF (включая EF-S) через переходник EF—EOS M.

## Технические особенности
Canon EOS M50 стала первой камерой, в которой используется процессор DIGIC 8. Максимальная серия достигает 10 RAW или 33 JPG-изображений. Камера имеет матрицу 24,1 Мп размера APS-C и вход для внешнего микрофона (mini-jack 3,5 мм стерео).

### Экран
Основной экран поворотный и сенсорный, при этом имеется возможность отключать восприимчивость к касаниям. Разрешение дисплея составляет 1,04 миллиона точек. Диагональ — 3 дюйма с соотношением сторон 3:2 и углом обзора в 170°. Имеет антибликовое покрытие.

## Съёмка видео
Камера снимает видео с максимальным разрешением 4К.
- 3840×2160 с частотой 23,976; 25 к/с
- 1920×1080 с частотой 59,94; 50; 29,97; 25, или 23,976 к/с
- 1280×720 с частотой 120; 100; 59,94; 50 к/с

## Критика
Блогеры положительно восприняли появление у Canon доступной камеры, снимающей видео в 4К.

### Преимущества
- Быстрая и точная система автофокусировки по 143 точкам, а также обновлённая система Dual Pixel AF
- Электронный стабилизатор изображения по 5 осям, который может совместно работать со стабилизатором в объективе
- Серийная съёмка со скоростью до 10 кадров в секунду
- Новый формат C-RAW
- Возможность наклона и поворота сенсорного экрана
- Встроенные Bluetooth, Wi-Fi и NFC
- Максимальная чувствительность матрицы ISO 51200
- Возможность съёмки видео в 4К
- Съёмка таймлапс в 4К
- Вход для внешнего микрофона
- Встроенный цифровой видоискатель
- Удобное меню настроек и управления
- Возможность переключения на интерфейс с режимом обучения и подсказками, удобным для начинающих пользователей

### Недостатки
- Отсутствие поддержки быстрых карт стандарта SD UHS-II. Один слот под карту памяти. Что приводит к меньшей надёжности, более низкой скорости записи файлов
- Отсутствует выход для наушников
- КМОП-матрица с построчным переносом, из-за чего в видео с динамичными сценами проявляется эффект роллинг-шаттера
- 4К-видео не работает вместе с системой автофокуса Dual Pixel CMOS AF. Только с контрастным автофокусом, из-за чего скорость наведения резкости работает недостаточно быстро и неаккуратно
- Кроп-фактор в 2,56 раз во время съёмки 4К-видео с цифровой стабилизацией
- Отсутствует режим панорамы
- Камера не заряжается по USB

## Совместимость
Canon EOS M совместим с аксессуарами семейства EOS, включая вспышки Speedlite, беспроводные пульты дистанционного управления и GPS-приёмник GPE-2.